# Lassy (Ille-et-Vilaine)
Lassy è un comune francese di 1 413 abitanti situato nel dipartimento dell'Ille-et-Vilaine nella regione della Bretagna.

## Società

### Evoluzione demografica
Abitanti censiti